# Kestrel (moteur-fusée)
Pour les articles homonymes, voir Kestrel.
Le moteur Kestrel est un petit moteur-fusée de faible poussée utilisant comme ergol un mélange oxygène liquide/kérosène injecté grâce à la pressurisation des réservoirs. Il a été développé par SpaceX pour propulser l'étage supérieur de son lanceur léger Falcon 1. Sa poussée dans le vide est de 31 kN soit 3,1 tonnes et sa masse est de 52 kg.

## Description

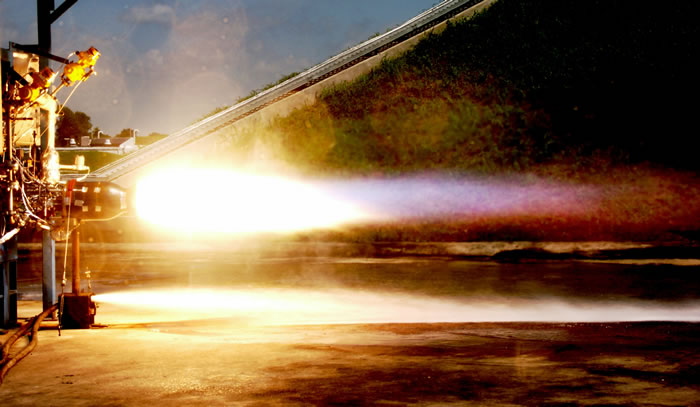
Tir sur un banc d'essais du moteur Kestrel.

Le Kestrel utilise un injecteur à aiguille comme le moteur Merlin qui propulse le premier étage du lanceur Falcon 1. Mais, contrairement à ce dernier et comme tous les moteurs de faible poussée, il n'utilise pas de turbopompe : il est alimenté par la mise sous pression des réservoirs.
La chambre de combustion et le col de la tuyère ont un revêtement ablatif pour évacuer la chaleur tandis que la tuyère, qui est fabriquée avec un alliage de niobium, hautement résistant, est refroidie de manière radiative. Le niobium présente une plus grande résistance mécanique que le carbone-carbone. Selon SpaceX, un impact, soit de débris orbital, soit pendant la séparation des étages, pourrait cabosser le métal, mais n'aurait pas d'effet significatif sur les performances du moteur. L'efficacité de l'hélium utilisé pour la pressurisation de réservoirs est sensiblement accrue par un échangeur de chaleur en titane situé à la jonction entre la partie ablative et la partie en alliage de niobium de la tuyère.
L'orientation de la poussée est obtenue à l'aide d'actionneurs électro-mécaniques agissant sur le bâti du moteur, pour le tangage et le lacet. Le contrôle en roulis et le contrôle d'attitude pendant les phases inertielles est fourni par un propulseur à gaz froid éjectant de l'hélium.
Un système pyrophorique TEA-TEB est utilisé pour ré-allumer le moteur, lors d'une mission emportant plusieurs satellites ; le lanceur peut ainsi déposer ses charges utiles à des altitudes et sur des inclinaisons différentes,,.